# Anophelinae
Anophelinae Theobald, 1901 è una sottofamiglia di ditteri della famiglia Culicidae.

## Tassonomia
La sottofamiglia comprende i seguenti generi:
- Anopheles Meigen, 1818
- Bironella
- Chagasia Cruz, 1906